# Celtic Woman: Believe
Celtic Woman: Believe – siódmy album zespołu Celtic Woman, którego premiera odbyła się 25 maja 2011 roku w Japonii. Album przedstawiał Lisę Lambe jako nowy dodatek do grupy. Zawiera występy wokalistek Chloë Agnew, Lynn Hilary, Lisy Kelly, Lisy Lambe, Órla Fallon, Méav Ní Mhaolchatha, Hayley Westenra, Alex Sharpe oraz skrzypaczki Máiréad Nesbitt. Wszystkie piosenki z tego albumu są ponownymi wydaniami utworów z poprzednich albumów. Ich nowy utwór zatytułowany "Princess Toyotomi" można usłyszeć w filmie o tym samym tytule. Jest to pierwszy album, w którym dziewięć członkiń (zarówno obecnych, jak i poprzednich) pojawia się razem. Utwory zostały wydane na CD i DVD.

## Japońska edycja

### Lista utworów
| Nr  | Tytuł                                    | Wykonawca                                                                                   | Czas  |
| --- | ---------------------------------------- | ------------------------------------------------------------------------------------------- | ----- |
| 1.  | "Princess Toyotomi"                      | Chloë Agnew, Lisa Kelly, Lisa Lambe, Máiréad Nesbitt                                        | 04:25 |
| 2.  | "You Raise Me Up"                        | Chloë Agnew, Lisa Kelly, Órla Fallon, Méav Ní Mhaolchatha                                   | 04:34 |
| 3.  | "Brahms’ Lullaby"                        | Chloë Agnew                                                                                 | 02:19 |
| 4.  | "Over the Rainbow"                       | Chloë Agnew, Órla Fallon, Méav Ní Mhaolchatha, Hayley Westenra                              | 02:39 |
| 5.  | "Beyond the Sea"                         | Chloë Agnew, Lisa Kelly, Órla Fallon, Máiréad Nesbitt, Méav Ní Mhaolchatha, Hayley Westenra | 03:21 |
| 6.  | "When You Wish upon a Star"              | Lisa Kelly, Máiréad Nesbitt                                                                 | 03:14 |
| 7.  | "When You Believe"                       | Chloë Agnew                                                                                 | 04:30 |
| 8.  | "Goodnight My Angel"                     | Chloë Agnew, Lynn Hilary, Lisa Kelly                                                        | 03:16 |
| 9.  | "Ave Maria"                              | Chloë Agnew (na harfie Órla Fallon)                                                         | 02:56 |
| 10. | "The Sky and the Dawn and the Sun"       | Chloë Agnew, Lisa Kelly, Órla Fallon, Máiréad Nesbitt, Méav Ní Mhaolchatha, Hayley Westenra | 05:22 |
| 11. | "Danny Boy"                              | Méav Ní Mhaolchatha                                                                         | 03:26 |
| 12. | "Walking in the Air"                     | Chloë Agnew                                                                                 | 03:37 |
| 13. | "Somewhere"                              | Chloë Agnew, Lisa Kelly, Órla Fallon, Méav Ní Mhaolchatha                                   | 02:14 |
| 14. | "Amazing Grace"                          | Chloë Agnew, Lynn Hilary, Lisa Kelly, Alex Sharpe                                           | 04:58 |
| 15. | "Princess Toyotomi" (Bonus, Movie Theme) | Chloë Agnew, Lisa Kelly, Lisa Lambe, Máiréad Nesbitt                                        | 04:35 |

## Międzynarodowa edycja
Kolejny album o tym samym tytule ukazał się na arenie międzynarodowej 24 stycznia 2012 roku. Zarówno w albumie jak i na DVD (na żywo z Fox Theatre, Atlanta, Georgia) znajdują się nowe utwory.

### Lista utworów
| Nr  | Tytuł                                                       | Wykonawca                                            | Czas  |
| --- | ----------------------------------------------------------- | ---------------------------------------------------- | ----- |
| 1.  | "Awakening"                                                 | Chloë Agnew, Lisa Kelly, Lisa Lambe, Máiréad Nesbitt | 05:11 |
| 2.  | "Nocturne"                                                  | Chloë Agnew                                          | 03:33 |
| 3.  | "Sailing"                                                   | Chloë Agnew, Lisa Kelly, Lisa Lambe, Máiréad Nesbitt | 04:09 |
| 4.  | "The Foxhunter"                                             | Máiréad Nesbitt                                      | 03:20 |
| 5.  | "The Water is Wide"                                         | Lisa Kelly, Máiréad Nesbitt                          | 03:31 |
| 6.  | "Bridge over Troubled Water"                                | Chloë Agnew, Lisa Kelly, Lisa Lambe                  | 04:00 |
| 7.  | "Black is the Color"                                        | Lisa Lambe                                           | 03:40 |
| 8.  | "Follow On"                                                 | Lisa Kelly                                           | 04:48 |
| 9.  | "Ave Maria" (Schubert)                                      | Chloë Agnew                                          | 04:18 |
| 10. | "Téir Abhaile Riú"                                          | Chloë Agnew, Lisa Kelly, Lisa Lambe, Máiréad Nesbitt | 04:00 |
| 11. | "You’ll Never Walk Alone"                                   | Chloë Agnew, Lisa Kelly, Lisa Lambe, Máiréad Nesbitt | 04:00 |
| 12. | "A Spaceman Came Travelling"                                | Lisa Lambe                                           | 03:48 |
| 13. | "Songs From Ihe Heart: Walking the Night/Give Me Your Hand" | Chloë Agnew, Lisa Kelly, Lisa Lambe, Máiréad Nesbitt | 05:00 |
| 14. | "A Woman's Heart"                                           | Chloë Agnew, Lisa Kelly, Lisa Lambe                  | 04:28 |
| 15. | "The Parting Glass"                                         | Chloë Agnew, Lisa Kelly, Lisa Lambe, Máiréad Nesbitt | 04:13 |
| 16. | "Smile" (Live)                                              | Chloë Agnew, Lisa Kelly, Lisa Lambe, Máiréad Nesbitt | 02:05 |
| 17. | "Green Grow the Rushes" (Live)                              | Chloë Agnew, Lisa Kelly                              | 03:46 |